# Николай I Опольский
Николай I Опольский (пол. Mikołaj I opolski, нем. Nikolaus I von Oppeln; 1422/1424 — 3 июля 1476) — князь Опольский (1437—1476), Бжегский (1450—1476), Немодлинский (1460—1476) и Стшелецкий (1460—1476).

## Биография
Представитель опольской линии Силезских Пястов. Четвертый (младший) сын князя Болеслава IV Опольского и Маргариты Горицкой.
На момент смерти отца в 1437 году Николай I был еще несовершеннолетним, в связи с чем он оказался под опекой старших братьев Болеслава V Гуситы и Яна I. После смерти отца братья Ян I и Николай I получили в совместное владение Опольское княжество. 6 октября 1438 года Николай вместе с братьями принес принес ленную присягу одиннадцатилетнему польскому королевичу Казимиру Ягеллону после избрания его новым королем Чехии. Но после поражения сторонников Казимира и его последующего отказа от претензий на чешский трон на съезде во Вроцлаве 3 декабря того же 1438 года они принесли оммаж Альбрехту Габсбургу как новому королю Чехии.
В сентябре 1439 года после смерти своего бездетного старшего брата Яна I Николай стал единоличным правителем Опольского княжества. Через три года Николай Опольский женился на дочери князя Людвика II Бжегского Магдалене. В обмен за отказ от приданого, в 1443 году Николай Опольский получил в залог от ближайших родственников жены, князей Иоганна I Любинского и Генриха X Хойнувского, Бжегское княжество. По неизвестным причинам, в 1447 году Бжегское княжество вернулось обратно в руки князей Хойнувских. Только по новому соглашению от 11 апреля 1450 года Бжегское княжество вернулось под контроль князя Николая Опольского.
Дальнейшее расширение владений Николая I произошло в 1450 году, когда его дядя, князь Бернард Немодлинский, в обмен за предоставленную ему ссуду отказался в пользу племянника от своих претензий на Опольское княжество, а в следующем 1451 году он уступил Николаю город Ключборк с округой. В 1460 году, после смерти своего старшего брата Болеслава V Гусита, Николай Опольский присоединил к своим владениям Немодлинское, Стшелецкое  и Глогувецко-Прудницкое княжества, а также город Олесно. При этом Николаю Опольскому пришлось отстаивать полученные земли от претензий чешского короля Йиржи из Подебрад, который считал, что после смерти Болеслава V его удел должен был включен в состав чешской короны по праву сюзерена. Соглашение между королем Йиржи из Подебрад и князем Николаем Опольским было подписано 16 августа 1460 года; по его условиям Йиржи окончательно признал права князя Опольского над Немодлин и Стшельце-Опольске в обмен за отказ последнего от Опавского княжества (в 1456 году Болеслава V Гусита купил две трети этого княжества у его владельца князя Эрнеста Опавского, но из-за сопротивления чешского короля не смог присоединить Опаву к своим владениям).
В том же 1460 году князь Николай Опольский был вынужден вступить в вооруженный конфликт с князем Яном IV Освенцимским, который требовал погасить долги покойного князя Людвика II Бжегского, тестя Николая. Князь Освенцимский занял город Лесница, но 6 октября был изгнан из него при помощи жителей Вроцлава. В 1461 году Николай Опольский выплатил компенсацию Ядвиге, вдове его старшего брата Болеслава V, за отказ от ее вдовьего удела. 3 июня того же 1461 года князь Николай Опольский завершил давний конфликт с местной церковью, вернув конфискованные его старшим братом Болеславом V церковные владения и имущество. Также Николай возобновил строительство коллегиальной церкви в Глогувеке, начатое еще при его отца Болеславе IV.
В 1463 году князь Генрих IX Глогувский, внук по материнской линии князя Опольского Владислава Опольчика, вновь заявил о своих претензиях на Опольское княжество, вспомнив о решении пражского суда 1417 года, который постановил, чтобы отец Николая I князь Болеслав IV Опольский и дядя Бернард Немодлинский вернули Генриху Глогувскому и его брату Яну Жаганьскому все территории, которые ранее принадлежали их дяде Владиславу Опольчику. Судебный приговор был подтвержден чешским королем Вацлавом IV Люксембургским 1 апреля 1418 года, и только его внезапная смерть в 1419 году позволила Опольским князьям сохранить свои владения. 16 сентября 1435 года король Сигизмунд Люксембургский в награду за верную службу Опольских князей отменил решение пражского суда от 1417 года.
Спустя 28 лет после этого князь Генрих IX Глогувский решил воспользоваться напряженными отношениями князя Николая Опольского и короля Чехии Йиржи из Подебрад и уговорил последнего отменить решение Сигизмунда Люксембургского от 1435 года и восстановить решение короля Вацлава IV Люксембургского от 1418 года. Вначале Николай Опольский с помощью жителей Вроцлава пытался оказать вооруженное сопротивление, но 29 апреля 1464 года между князьями Опольским и Глогувским было заключено мирное соглашение. В обмен за отказ Генриха Глогувского от претензий на Опольское княжество Николай был вынужден выплатить ему огромную сумму в размере 14 000 венгерских злотых. В том же году Николай I вернул епископу вроцлавскому городе Уязд, захваченный его старшим братом Болеславом V.
1 сентября 1466 года князь Николай I Опольский вместе с другими силезскими князьями принял участие в попытке примирения короля Чехии Йиржи из Подебрад с епископом Вроцлава и папой римским Павлом II. Однако после отказа католических иерархов Йиржи из Подебрад 23 декабря во Вроцлаве объявил о начале войны. В новой войне против короля Чехии князь Николай Опольский практически не участвовал, и даже угрозы папы Павла II отлучить его от церкви не дали никаких результатов.
8 июня 1469 года князь Николай I Опольский принес во Вроцлаве ленную присягу королю Венгрии Матвею Корвину как новому королю Чехии. Попытки князя Опольского сохраненить нейтралитет во время войны Матвея Корвина с Польшей в 1471 году провалились. Под давлением венгерского короля в 1473 году Николай Опольский принял участие в военной экспедиции против князя Вацлава Рыбницкого, приверженца Ягеллонов. В ответ в 1474 году польские войска вторглись в Опольское княжество, которое понесло значительные разрушения. Только Ополе, столица княжества, смогло выстоять, а сам Николай Опольский скрылся во Вроцлаве под защитой венгерских войск.
В 1469—1472 годах князь Николай I Опольский спорил со своим зятем, князем Пшемыславом Тошецким, из-за города Лабенды, которая сейчас является частью города Гливице.
3 июля 1476 года князь Николай I Опольский скончался и был похоронен в некрополе опольских князей в часовне Святой Анны во францисканском монастыре в Ополе.

## Семья
В феврале 1442 года Николай Опольский женился на Магдалене (1426/1430 — 10 сентября 1497), второй дочери князя Людвика II Бжегского (1380/1385 — 1436) и Елизаветы Бранденбургской (1403—1449). У них было десять детей:
- Маргарита (Махна) (ок. 1450 — до 26 апреля 1472), муж с 23 февраля 1463 года князь Пшемыслав Тошецкий (1425—1484)
- Людвик (ок. 1450 — между 23 мая 1475 и 4 сентября 1476), князь Опольский (1476)
- Эльжбета (ок. 1452 — 29 августа 1507), аббатиса Святой Клары во Вроцлаве (1473)
- Ян II Добрый (ок. 1460 — 27 марта 1532), князь Опольский (1476—1532)
- Николай II (ок. 1462 — 27 июня 1497), князь Немодлинский (1476—1497)
- Магдалена (ок. 1463 — май 1501), муж с 13 января 1478 года князь Ян V Ратиборский (ок. 1446—1493)
- Катарина (ум. 26 августа 1507), монахиня во Вроцлаве (1481)
- Болеслав (ум. в младенчестве, до 27 января 1477 года)
- Бернард (ум. в младенчестве, до 27 января 1477 года)
- Электра (ум. в августе 1507), монахиня во Вроцлаве.

Дети Николая I Опольского были воспитаны в духе польского образования. Есть определенные предположения, что князья Ян II и Николай II знали польский язык, чтобы удивительно в то время для Силезии, которая издавна подвергалась сильной германизации.
Сам Николай I знал немецкий язык и автором юридических соображений на этом языке.